# Scymnus limbatus
Videdvärgpiga (Scymnus limbatus) är en skalbaggsart som beskrevs av Stephens 1832. Den ingår i släktet Scymnus och familjen nyckelpigor.

## Beskrivning
Arten är övervägande svart. Den lätt håriga bakkroppen har en avlång, rödbrun fläck på vardera täckvingen. Fläckarna kan sällsynt saknas. Arten är mycket liten med en kroppslängd på 1,7 till 2 mm.

## Utbredning
Utbredningsområdet omfattar Nord- och Mellaneuropa (inklusive Irland, England och Wales, men exklusive Island) samt vidare österut genom Belarus, Georgien, Armenien, Azerbajdzjan till Sibirien och Fjärran Östern. Den förekommer också i Nordafrika och Västasien. I Sverige förekommer arten i större delen av landet utanför fjällvärlden, medan den i Finland har spridda observationer nära sydkusten samt längst i nordväst. Den är klassificerad som livskraftig ("LC") i båda länderna.

## Ekologi
Videdvärgpigan är en fuktighetsälskande art, som ofta påträffas vid vattendrag, träsk, fuktängar och vid vattensamlingar i stenbrott. Den förekommer gärna på träd som arter ur videsläktet och popplar, där den livnär sig på bladlöss.